# NGC 5444
NGC 5444 (другие обозначения — UGC 8974, MCG 6-31-54, ZWG 191.41, PGC 50080) — эллиптическая галактика (E) в созвездии Гончие Псы.
Этот объект входит в число перечисленных в оригинальной редакции «Нового общего каталога».